# Elemental (Film)
Elemental ist ein amerikanischer Computeranimationsfilm der Pixar Animation Studios und Walt Disney Pictures aus dem Jahr 2023. Der Film erzählt die Geschichte von Ember Lumen und Wade Ripple, anthropomorphen Feuer- und Wasser-Elementen, die sich treffen und sich verlieben.
Der Film feierte auf den Filmfestspielen von Cannes Premiere und wurde am 16. Juni 2023 in den Vereinigten Staaten veröffentlicht. In Deutschland kam er am 22. Juni in die Kinos.

## Handlung
In Elemental City wohnen Bewohner aller vier Elemente mehr oder weniger friedlich zusammen, bleiben aber eher unter sich.
Die Feuerelemente Brandolf und Glute Lumen ziehen nach Element City, wo sie mit der Fremdenfeindlichkeit der anderen Elemente konfrontiert sind und Schwierigkeiten haben, eine Wohnung zu finden. Sie eröffnen schließlich einen Lebensmittelladen namens Feuerstelle, der im Laufe der Zeit viele Feuer-Kunden anzieht. Brandolf will den Laden an seine Tochter Ember übergeben, wenn sie bereit ist, damit er in Ruhestand gehen kann. Als er der impulsiven Ember erlaubt, den Laden an einem Tag alleine zu führen, bekommt sie unter dem Stress einen Wutausbruch, durch den Wasser und Wade Ripple in den Keller des Ladens fließen. Wade ist ein Inspektor, protokolliert die undichten Rohrleitungen und gibt den Bericht an seine Vorgesetzte Gale weiter. Ember verfolgt Wade, um ihn aufzuhalten und so die Schließung des Ladens zu verhindern, kommt aber zu spät.
Wade lässt sich aber von Ember erweichen und bringt sie ins Stadion, um Gale von der Schließung des Ladens abzubringen. Dort erlebt sie, wie Wade sich für den niedergeschlagenen Spieler Lutz einsetzt, wodurch seine Mannschaft das Spiel gewinnt. Gale freut sich über den Sieg ihres Lieblingsteams und setzt Wade und Ember eine einwöchige Frist, um die Quelle der wiederkehrenden Überschwemmungen zu finden. Wenn es ihnen gelänge, das Leck abzudichten, würde sie die Schließung verhindern. Während sie in den Kanälen nach der Quelle des Lecks suchen, vermutet Wade, dass Embers Temperament daher rührt, dass sie versucht, sich etwas einzureden, was sie nicht akzeptieren will. Ember leugnet dies. Schließlich entdecken sie ein Loch an einem Kanal und schließen es mit Sandsäcken und verabreden sich für ein weiteres Treffen.
Wade zeigt Ember die Stadt, beide lernen sich besser kennen. Als Wade mitbekommt, dass die Sandsäcke nicht gehalten haben, schmilzt Ember den Sand zu Glas und verschließt damit das Loch. Weil sie vermutet, dass ihre Tochter sich mit jemandem trifft, verfolgt ihre Mutter Glute sie, als Ember Wades Familie besucht. Dort beeindruckt sie seine Mutter Brook, als sie einen zerbrochenen Krug repariert und neu formt. Brook empfiehlt ihr ein Praktikum in der renommierten Glasmanufaktur einer guten Freundin. Ember spielt außerdem mit der sehr emotionalen Familie das Spiel „Rotz und Wasser“, in dem sie sich gegenseitig zu Tränen rühren. Dabei gesteht Wade ihr seine Gefühle, woraufhin sie zum ersten Mal in ihrem Leben eine Träne vergießen muss. Dann ruft Gale an, die das mit Glas verschlossene Leck untersucht hat, und bestätigt, dass die Feuerstelle nicht geschlossen werden muss. Ember erkennt in dem Moment, dass sie den Laden nicht übernehmen will.
Embers Vater will ihr die Feuerstelle übergeben und erzählt ihr von der Verabschiedung von seinen Eltern bei seiner Abreise aus Feuerland. Ember trifft sich am Abend mit Wade, der ihr in der überfluteten Garden Central Station die seltene Vivisteria-Blüte zeigt, die Ember und ihr Vater in ihrer Kindheit nicht sehen durften. Nach einem knapp überstandenen Tauchgang stellen Wade und Ember fest, dass sie einander berühren können, ohne sich gegenseitig zu verletzen. Sie tanzen zusammen, doch Ember erinnert sich an die Vorurteile ihrer Familie gegenüber den Wasserelementen und verlässt Wade verärgert.
Als Ember bei einer großen Feier die Feuerstelle übernehmen soll, taucht Wade auf und gesteht ihr seine Liebe, wobei er versehentlich enthüllt, dass Ember den Rohrbruch verursacht hat. Ember weist Wade zurück, aber ihre Mutter spürt echte Zuneigung. Enttäuscht beschließt ihr Vater, den Laden weiter zu führen. Kurz darauf bricht Embers Glaswand am Kanal und eine Flutwelle verwüstet den Feuer-Stadtteil. Ember und Wade retten sich in den Kamin der Feuerstelle und sind eingeschlossen. In dem engen Raum zusammen mit Ember verdampft Wade.
Nach der Flut kann Ember den Kamin verlassen und gesteht ihrem Vater, dass sie Wade geliebt habe und die Feuerstelle nicht übernehmen wolle. Sie merkt, dass Wade in die Decke des Kamins gesickert ist und vor Rührung als Tränen heraustropft. Sie bringt ihn zum Weinen, bis er wieder seine normale Form bekommt, und sie küssen sich.
Monate später verlassen Wade und Ember als Paar Element City, um gemeinsam die Welt zu bereisen und damit Ember ein Praktikum in der Glasmacherei macht. Bevor sie das Schiff besteigt, verbeugt sich Ember in einer Tradition der Ehrerbietung vor ihrem Vater, der die Geste erwidert, anders als sein Vater bei der Abreise aus Feuerland.

## Soundtrack
Die Soundtracks aus dem Film sind im Album Elemental (Original Motion Picture Soundtrack) von Thomas Newman zu finden. Trackliste:
1. Across the Ocean (3:35)
2. Elemental (3:42)
3. Sháshà r íshà (2:29)
4. Stop Wade! (2:43)
5. Hot Air Balloon (2:58)
6. Bubble Date (2:51)
7. Headphones (0:45)
8. Fern Grouchwood (1:40)
9. Beach Glass (3:23)
10. Cloud Puff Fireball (0:48)
11. Clod (0:46)
12. Blue Flame (2:17)
13. Meet the Ripples (1:56)
14. Love Scooter (1:21)
15. Crying Games (1:22)
16. Grand Re-Opening (0:38)
17. Tìshôk’ (Embrace The Light) (1:37)
18. Pipe Blows (2:36)
19. Run for Your Life (2:42)
20. Kol-Nuts (2:13)
21. Red Dot Sale (0:46)
22. 1000mph (2:28)
23. Smoke Reading (0:44)
24. Rusty Hint of Motor Oil (0:57)
25. Mineral Lake (1:17)
26. Lucky (1:08)
27. Garden Central Station (1:03)
28. Full Purple (2:03)
29. Vivisteria (2:34)
30. Firish (1:27)
31. A Lonely Man Awash in Sadness (0:53)
32. Firetown Flood (2:35)
33. You Were the Dream (3:52)
34. Make Connection (2:19)
35. Bà Ksô (The Big Bow) (1:08)
36. Steal the Show – Lauv (3:11)
37. Grand Redux (2:14)

Der Abspann-Song Steal the Show, der im Original vom US-amerikanischen Popsänger Lauv interpretiert wird, wird in der deutschen Synchronfassung unter dem Titel Stiehl mir die Show von Wincent Weiss gesungen.

## Produktion und Veröffentlichung
Peter Sohn erzählt, der Ursprung der Geschichte sei seine Jugend mit seinen aus Korea eingewanderten Eltern in New York City gewesen. In der Entwicklung habe sich die Idee von einem Film mit Superhelden und Bösewichten zu einer intimeren Geschichte gewandelt.
Die Animationsabteilung (Regie: Gwendelyn Enderoglu und Allison Rutland) arbeitete eng mit dem VFX-Team um Sanjay Bakshi zusammen. Die Characteranimation der Hauptfiguren war besonders schwierig, da sie beide nur aus unterschiedlicher Flüssigkeitssimulation bestehen, aber trotzdem als Cartoonfiguren funktionieren sollten. Am Ende entstanden komplexe Rigs, bei denen auch das Volumen der Charaktere veränderbar war. Die Simulation konnte damit direkt nach der Animation folgen. Danach wurde die Simulation noch einmal angepasst, um die Darstellung menschlicher zu machen. Don Shank leitete das Production Design des Films, die von Feuer gesprochene Kunstsprache entwickelte David J. Peterson.
Als Vorfilm wurde der Kurzfilm Carls Date mit der Hauptfigur aus dem Film Oben gezeigt.

## Synchronisation
Die deutsche Synchronisation wurde von der FFS Film- & Fernseh-Synchron GmbH in Berlin erstellt, nach Dialogregie und Dialogbuch von Axel Malzacher.
| Rolle          | Englische Stimme     | Deutsche Stimme       |
| -------------- | -------------------- | --------------------- |
| Ember Lumen    | Leah Lewis           | Emilia Schüle         |
| Wade Ripple    | Mamoudou Athie       | Jannis Niewöhner      |
| Brandolf Lumen | Ronnie del Carmen    | Michael Iwannek       |
| Glute Lumen    | Shila Ommi           | Britta Steffenhagen   |
| Clod           | Mason Wertheimer     | Cyril Baudier         |
| Gale           | Wendi McLendon-Covey | Eva Maria Bayerwaltes |
| Brook Ripple   | Catherine O’Hara     | Cathlen Gawlich       |
| Alan Ripple    | Matthew Yang King    | Tobias Nath           |
| Knut           | Joe Pera             | Thomas Wenke          |
| Flarietta      | Wilma Bonet          | Katrin Zimmermann     |
| Harold         | Ronobir Lahiri       | Hans Hohlbein         |

## Rezeption

### Einspielergebnisse
Am Startwochenende spielte der Film in den USA weniger Geld ein als alle Pixar-Filme seit Toy Story. In den folgenden Wochen überholte er jedoch das Einspielergebnis von Lightyear und war auch international erfolgreich. Besonders beliebt war der Film in Südkorea, wo er mehrere Wochen in Folge der am häufigsten besuchte Kinofilm war. Nachdem der Film weltweit über 400 Mio. Dollar eingespielt hatte, berichteten Medien von der Wende. Bei einem Produktionsbudget von etwa 200 Mio. Dollar und zusätzlichen Einnahmen durch die Verwertung, etwa in Freizeitparks oder durch Merchandising, hielten Manager im Disney-Konzern den Film für profitabel.

### Filmkritik
Im New Yorker schrieb eine Kritikerin, die „strikte High-Concept-Prämisse“ sei bezeichnend für Pixars Phase seit Alles steht Kopf. Das Studio löse sich zunehmend vom Realen, vermenschliche Konzepte statt Kreaturen und produziere statt emotional vielschichtigen Geschichten Verschwurbeltes. Elemental sei aber kein so unbefriedigendes Erlebnis wie Onward, Soul oder Lightyear, da es sich nicht so um Tiefsinnigkeit bemühe und eher wie „ein Werk aus Menschenhand“ wirke.

### Auszeichnungen
Alliance of Women Film Journalists Awards 2024
- Nominierung als Beste weibliche Animationsfigur (Ember – Leah Lewis)[17]

Annie Awards 2024
- Nominierung für die Beste Filmmusik (Thomas Newman & Ari Leff)
- Nominierung für den Besten Schnitt (Stephen Schaffer, Amera Rizk, Gregory Snyder, Jen Jew & Kevin Rose-Williams)
- Nominierung für die Besten Figurenanimationen (Jessica Torres)
- Nominierung für das Beste Figurendesign (Maria Yi)
- Nominierung für das Beste Szenenbild (Don Shank, Maria Yi, Dan Holland, Jennifer Chang & Laura Meyer)
- Nominierung für die Besten visuellen Effekte[18]

Art Directors Guild Awards 2024
- Nominierung für das Beste Szenenbild in einem Animationsfilm (Don Shank)[19]

Artios Awards 2024
- Nominierung für das Beste Casting in einem Animationsfilm (Natalie Lyon, Kevin Reher & Kate Hansen-Birnbaum)[20]

British Academy Film Awards 2024
- Nominierung als Bester animierter Spielfilm

Cinema Audio Society Awards 2024
- Nominierung für den Besten Tonschnitt in einem Animationsfilm[21]

Critics’ Choice Movie Awards 2024
- Nominierung als Bester Animationsfilm

Eddie Awards 2024
- Nominierung für den Besten Schnitt in einem Animationsfilm (Stephen Schaffer)[22]

Golden Globe Awards 2024
- Nominierung als Bester Animationsfilm

Golden Reel Awards 2024
- Nominierung für den Besten Tonschnitt in einem Animationsfilm[23]

NAACP Image Awards 2024
- Nominierung als Bester Animationsfilm[24]

Nickelodeon Kids’ Choice Awards 2024
- Nominierung als Bester Animationsfilm

Oscarverleihung 2024
- Nominierung als Bester animierter Spielfilm

Producers Guild of America Award 2024
- Nominierung als Bester Animationsfilm[25]

Satellite Awards 2023
- Nominierung als Bester Animationsfilm[26]

Saturn-Award-Verleihung 2024
- Nominierung als Bester Animationsfilm

VES Awards 2024
- Nominierung für die Besten visuellen Effekte in einem Animationsfilm
- Nominierung für den Besten animierten Charakter in einem Animationsfilm („Ember“)
- Nominierung für den Besten animierten Charakter in einem Animationsfilm („Wade“)
- Nominierung für die Beste erschaffene Umgebung in einem Animationsfilm
- Nominierung für die Beste Effektsimulation in einem Animationsfilm
- Nominierung für den „Emerging Technology Award“[27]